# 아르넬리아과
아르넬리아과(Arnelliaceae)는 망울이끼목에 속하는 우산이끼류과의 하나이다.

## 하위 속
- 아르넬리아속 (Arnellia)
- Gongylanthus
- Southbya
- Stephaniella
- Stephaniellidium